# Химна
Химна (грч. ὕμνος - песма, хвалоспев) је песма у славу Бога, идеологије или државе. Химна изражава оданост, лојалност, побожност, као и преданост, приврженост и поштовање.
Химна је најстарија песничка врста коју сусрећемо делимично већ код Египћана, Вавилонаца и Асираца. Код Грка свака песма до 6. века п. н. е. назива химном, а касније су то само песме које су посвећене боговима и херојима. У Римско царство химнама је увеличаван култ царева.
У средњем веку химне су биле црквене песме, а у ренесанси се химнама описују лепоте природе. Касније, са стварањем првих нација настају националне и родољубиве химне, а појавом друштвених класа и борбене. Од тих је најпознатија француска Марсељеза (фр. La Marseillaise) и Интернационала (фр. L'Internationale) као корачница радничке класе.
У 19. веку се уводе посвуда националне химне, као химне владару у монархијама.

## Хришћанска химнодија
Првобитно по узору на Књигу псалама и друге поетске одломке (који се обично називају „кантикли“) у Светом писму, хришћанске химне су углавном усмерене као хваљење хришћанском Богу. Многе се директно или индиректно позивају на Исуса Христа.
Од најранијих времена, хришћани су певали „псалме и химне и духовне песме“, како у приватним побожним обредима, тако и у заједничком богослужењу. Небиблијске химне (тј. оне које нису псалме или кантикли) из ране цркве и данас се певају укључујући 'Phos Hilaron', 'Sub tuum praesidium', и 'Te Deum'.
Једна од дефиниција химне је „...лирска песма, с поштовањем и побожношћу, која је осмишљена да се пева и која изражава став обожаваоца према Богу или Божијим намерама у људском животу. Треба да буде једноставна и метричка по форми, искрено емоционалног, поетског и књижевног стила, духовног квалитета, а по својим идејама тако директним и тако одмах очигледним да уједињује скупштину док је пева."
У многим евангелистичким црквама, традиционалне песме се класификују као химне, док се савременије песме богослужења не сматрају химнама. Разлог за ову разлику је нејасан, али према некима је то због радикалне промене стила и побожног размишљања које је почело са Исусовим покретом и Исусовом музиком. Последњих година, хришћанске традиционалне химне су доживеле оживљавање у неким црквама, обично више реформисане или калвинистичке природе, пошто су модерни писци химни као што су Кит и Кристин Гети и музика суверене милости ресетовали старе текстове на нове мелодије, ревидирали старе химне и поново их објавили, или једноставно су написали песму на химничан начин као што је In Christ Alone.

### Музика и пратња
У античком и средњем веку, гудачки инструменти као што су харфа, лира и лаута коришћени су уз псалме и химне.
Пошто постоји недостатак музичких записа у раним списима, стварни музички облици у раној цркви могу се само претпоставити. Током средњег века развила се богата химнодија у облику грегоријанског појања или обичне песме. Овај тип су певали углас, на један од осам црквених начина, најчешће монашки хорови. Иако су првобитно написане на латинском, многе су преведене; познати пример је Од Очевог Срца рођеног из 4. века певаног у хорској песми Дивинум Мистеријум из 11. века.

#### Источна црква
Источно хришћанство (источна православна, оријентална православна и источнокатоличка црква) има низ древних химнографских традиција. У византијском обреду, појање се користи за све облике литургијског богослужења: ако се не пева акапела, једина пратња је обично ison, или бордун. Оргуље и други инструменти били су искључени из црквене употребе, иако су коришћени у царским церемонијама. Међутим, инструменти су уобичајени у неким другим оријенталним традицијама. Коптска традиција користи само чинеле и троугао. Индијски православци (маланкарска ортодоксна сиријска црква) користе оргуље. Тевахедо цркве користе бубњеве, чинеле и друге инструменте у одређеним приликама.

### Развој хришћанске химнодије
Тома Аквински је, у уводу свог коментара на псалме, овако дефинисао хришћанску химну: „Hymnus est laus Dei cum cantico; canticum autem exultatio mentis de aeternis habita, prorumpens in vocem“. („Химна је слављење Бога песмом; песма је усхићење ума који живи о вечним стварима, избија у глас.“)